# Канижа (Бебрина)
Канижа (укр. Каніжа) је насељено место у саставу општине Бебрина у Бродско-посавској жупанији, Република Хрватска.

## Историја
До територијалне реорганизације у Хрватској налазила се у саставу старе општине Славонски Брод.

## Становништво
На попису становништва 2011. године, Канижа је имала 808 становника.

## Попис1991.
На попису становништва 1991. године, насељено место Канижа је имало 779 становника, следећег националног састава:
| Попис 1991.‍  | Попис 1991.‍  | Попис 1991.‍ | Попис 1991.‍ | Попис 1991.‍ |
| ------------ | ------------ | ----------- | ----------- | ----------- |
|              |              |             |             |             |
| Хрвати       | Хрвати       |             | 602         | 77,27%      |
| Украјинци    | Украјинци    |             | 109         | 13,99%      |
| Југословени  | Југословени  |             | 26          | 3,33%       |
| Срби         | Срби         |             | 5           | 0,64%       |
| Пољаци       | Пољаци       |             | 3           | 0,38%       |
| Словенци     | Словенци     |             | 2           | 0,25%       |
| Македонци    | Македонци    |             | 1           | 0,12%       |
| Муслимани    | Муслимани    |             | 1           | 0,12%       |
| Словаци      | Словаци      |             | 1           | 0,12%       |
| неопредељени | неопредељени |             | 8           | 1,02%       |
| регион. опр. | регион. опр. |             | 1           | 0,12%       |
| непознато    | непознато    |             | 20          | 2,56%       |
| укупно: 779  |              |             |             |             |